# Marie-Luise Stockinger

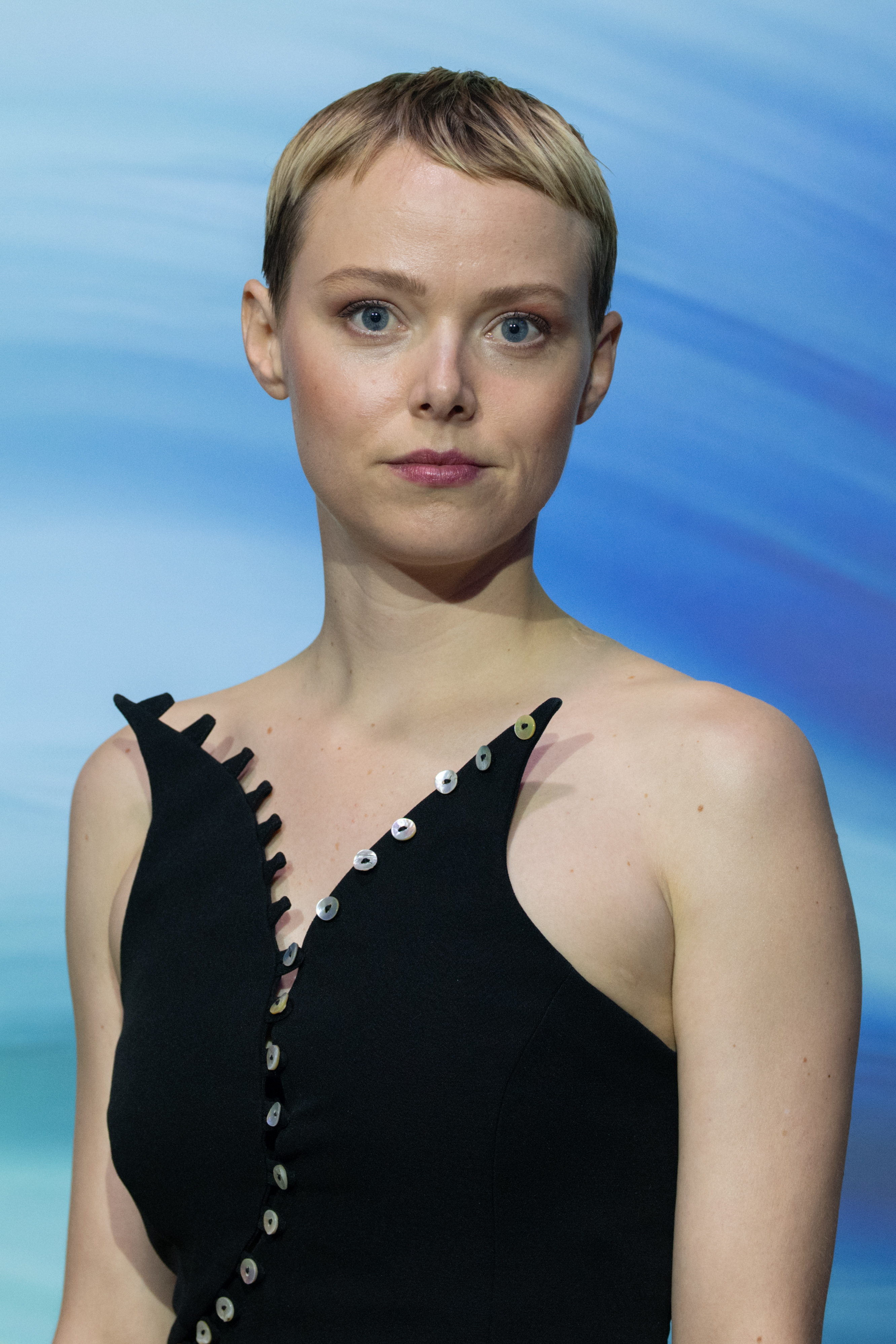
Marie-Luise Stockinger beim Österreichischen Filmpreis 2025

Marie-Luise Stockinger (* 27. September 1992) ist eine österreichische Schauspielerin, die seit 2015 am Wiener Burgtheater engagiert ist.

## Leben
Stockinger ist die Tochter des Versicherungsmanagers Josef Stockinger und hat drei Geschwister. Sie debütierte 2010 in diversen Rollen von Wedekinds Frühlings Erwachen am Landestheater Linz, Regie führte Holger Schober. Danach absolvierte sie eine Schauspielausbildung am Wiener Max Reinhardt Seminar, die sie 2015 abschloss. Während ihrer Ausbildung spielt sie am Reinhardt Seminar in Medea und in der Affäre Rue de Lourcine, die Miranda in Shakespeares Der Sturm und die Titelrolle in Wedekinds Lulu, sowie zuletzt in Albert Camus’ Das Missverständnis. Am Theater Nestroyhof war sie 2013 in Handkes Der Ritt über den Bodensee zu sehen. Beim International Theatre Schools Festival in Warschau bekam sie 2015 den „Best Leading Role Award“ für die Darstellung der Lulu.
Seit 2015 gehört sie dem Ensemble des Wiener Burgtheaters an.
Kleinere Rollen übernahm sie auch in der österreichischen Fernsehserie CopStories, Regie führte Michael Riebl, sowie in der TV-Fassung der Burgtheaterinszenierung von Hermann Bahrs Das Konzert, inszeniert von Felix Prader.
Für ihre Darstellung der Irina in Drei Schwestern am Burgtheater ist sie für den Nestroy-Preis 2016 in der Kategorie Bester Nachwuchs weiblich nominiert.
2017 stand sie für den Fernsehzweiteiler Maria Theresia von Robert Dornhelm in der Titelrolle vor der Kamera. Im Rahmen der Romyverleihung 2018 wurde sie dafür in der Kategorie Bester Nachwuchs weiblich ausgezeichnet.
In der Fernsehdokumentation Die Unbeugsamen – Drei Frauen und ihr Weg zum Wahlrecht (2019) von Beate Thalberg aus der Reihe Universum History verkörperte sie die Rolle der Hildegard Burjan.
2021 wurde sie für einen Nestroy-Preis für ihre Darstellung einer Kindsmörderin in Lucy Kirkwoods „Das Himmelszelt“ in der Kategorie Beste Hauptrolle nominiert. 2022 erneut für Frank Castorfs Bearbeitung von Peter Handkes “Zdenek Adamec”.
Für ihre Darstellung einer alkoholkranken Mutter im Spielfilm Gina von Ulrike Kofler erhielt sie 2025 den Diagonale Schauspielpreis und war für den Österreichischen Filmpreis in der Kategorie „Beste weibliche Darstellerin“ nominiert.

## Rollen am Burgtheater
- 2015: (Übernahme) Das Konzert von Hermann Bahr, Regie: Felix Prader, Rolle: Fräulein Wehner – Akademietheater
- 2015: Antigone von Sophokles, Regie: Jette Steckel, Rolle: Chor – Burgtheater
- 2015: Die Hamletmaschine von Heiner Müller, Regie: Christina Tscharyiski, Rolle: Ophelia – Vestibül
- 2015: Der eingebildete Kranke von Molière, Regie: Herbert Fritsch, Rolle: Angélique – Burgtheater
- 2016: Drei Schwestern von Anton Tschechow, Regie: David Bösch, Rolle: Irina – Burgtheater
- 2016: Über meine Leiche von Stefan Hornbach, Regie: Nicolas Charaux – Kasino
- 2016: Hexenjagd von Arthur Miller, Regie: Martin Kušej, Rolle: Mary Warren – Burgtheater[9]
- 2017: Drei sind wir von Wolfram Höll, Regie: Valerie Voigt-Firon – Vestibül
- 2017: Liebesgeschichten und Heiratssachen von Nestroy, Regie: Georg Schmiedleitner, Rolle: Fanny Fett – Burgtheater
- 2017: Schlechte Partie von Alexander Nikolajewitsch Ostrowski, Regie: Alvis Hermanis, Rolle: Larissa Dimitrijewna[10]
- 2017: Vor Sonnenaufgang von Ewald Palmetshofer nach Gerhart Hauptmann, Regie: Dušan David Pařízek, Rolle: Helene Krause
- 2018: Europa flieht nach Europa von Miroslava Svolikova; Regie: Franz – Xaver Mayr
- 2018: Schöne Bescherung von Alan Ayckbourn, Regie: Barbara Frey, Rolle: Pattie – Burgtheater
- 2019: Die Ratten von Gerhart Hauptmann, Regie: Andrea Breth, Rolle: Walburga – Burgtheater
- 2019: Faust von Johann Wolfgang von Goethe, Regie: Martin Kušej, Rolle: Hexe – Burgtheater
- 2019: Don Carlos von Friedrich Schiller, Regie: Martin Kušej, Rolle: Elisabeth von Valois – Burgtheater
- 2019: Edda von Thorleifur Örn Arnasson und Mikael Torfason, Regie: Thorleifur Örn Arnasson, Rolle: Thor – Burgtheater
- 2020: This is Venice (Othello & Kaufmann von Venedig), Regie: Sebastian Nübling, Rolle: Desdemona – Burgtheater
- 2020: Das Himmelszelt von Lucy Kirkwood, R: Tina Lanik, Rolle: Sally Poppy - Burgtheater
- 2021: Zdeněk Adamec von Peter Handke, R: Frank Castorf - Burgtheater
- 2021: Lärm. Blindes Sehen. Blinde Sehen. von Elfriede Jelinek, R: Frank Castorf-Akademietheater
- 2022: Am Ende Licht von Simon Stephens, Regie: Lilja Rupprecht - Akademietheater
- 2022: Ingolstadt von Marieluise Fleißer, Regie: Ivo van Hove - Salzburger Festspiele, Rolle: Olga, Burgtheater
- 2022: Kasimir und Karoline von Ödön von Horváth, Regie: Mateja Koležnik, Rolle: Karoline, Burgtheater
- 2023: Ein Sommernachtstraum von William Shakespeare, R: Barbara Frey, Rolle: Lysander/Schnock, Co-Produktion Ruhrtriennale
- 2023: Dantons Tod von Georg Büchner, R: Johan Simons, Rolle: Lucile, Burgtheater
- 2023: Heldenplatz von Thomas Bernhard, R: Frank Castorf, Burgtheater
- 2024: Hamlet von William Shakespeare, R: Karin Henkel, Burgtheater
- 2025: Herr Puntila und sein Knecht Matti von Bertolt Brecht, R: Antú Romero Nunes, Rolle: Eva, Burgtheater

## Weitere Rollen
- 2022: Ingolstadt nach Marieluise Fleißer, bei den Salzburger Festspielen, Regie Ivo van Hove
- 2025: Die Letzten Tage der Menschheit von Karl Kraus, bei den Salzburger Festspielen, Regie Dušan David Pařízek[11]

## Filmografie
- 2017: Maria Theresia, Regie: Robert Dornhelm
- 2018: Zauberer, Regie: Sebastian Brauneis
- 2019: Universum History – Die Unbeugsamen – Drei Frauen und ihr Weg zum Wahlrecht, Regie: Beate Thalberg
- 2021: Stadtkomödie (Fernsehfilmreihe, Man kann nicht alles haben), Regie: Michael Kreihsl
- 2023: Schnee (Fernsehserie), Regie: Catalina Molina und Esther Rauch
- 2024: Kafka! (Fernsehserie), Regie: David Schalko
- 2024: Gina (Spielfilm: FilmAg), Regie: Ulrike Kofler

## Auszeichnungen
- 2015: International Theatre Schools Festival-Award in der Kategorie Best Leading Actress[2]
- 2017: Nominierung Nestroy-Theaterpreis in der Kategorie Bester Nachwuchs weiblich
- 2018: Romy in der Kategorie Bester Nachwuchs weiblich
- 2021: Nominierung Nestroy-Theaterpreis in der Kategorie Beste Hauptdarstellerin
- 2022: Nominierung Nestroy-Theaterpreis in der Kategorie Beste Hauptdarstellerin
- 2024: Nominierung Nestroy-Theaterpreis Publikumpreis[12]
- 2025: Diagonale-Schauspielpreis für Gina[13]
- 2025: Nominierung Österreichischer Filmpreis als Beste Hauptdarstellerin  für Gina[14]